# Zack Morris (actor)
Zack Morris (Brentwood, Essex, 2 de octubre de 1998) es un actor británico. Es conocido por su papel de Keegan Baker en la telenovela de la BBC EastEnders.

## Vida y carrera
Morris nació en Brentwood, Essex, creció queriendo ser actor. Morris asistió a la Academia de Artes Escénicas D&B en Bromley. Recibió una beca del presentador de televisión Marvin Humes.
Morris comenzó su carrera como actor profesional a la edad de nueve años cuando apareció en el musical Joseph and the Amazing Technicolor Dreamcoat. También apareció en la obra La gata sobre el tejado de hojalata y en una producción del West End de Oliver! Morris hizo su debut en pantalla en 2011 como Sam en la miniserie The Fades, y un año después, interpretó a Kyle en la miniserie One Night de la BBC. También ha aparecido en varios comerciales.
En 2017, Morris interpretó a Keegan Baker en la telenovela de la BBC EastEnders. En octubre de 2022, Morris participó en el remake de acción real de Disney+ de la serie de terror Goosebumps.

## Filmografía
| Año       | Título                              | Personaje     | Notas                                 |
| --------- | ----------------------------------- | ------------- | ------------------------------------- |
| 2009      | Autopilot                           | Zach          | Cortometraje                          |
| 2011      | The Fades                           | Sam           | 2 episodios                           |
| 2012      | One Night                           | Kyle          | 4 episodios                           |
| 2017–2022 | EastEnders                          | Keegan Baker  | Reparto principal                     |
| 2017      | Children in Need 2017               | Chimney Sweep | EastEnders hace el West End           |
| 2018      | Children in Need 2018               | Aladdin       | EastEnders hace Disney                |
| 2020      | EastEnders: Secrets from the Square | Himself       | Episodio: "Tiffany, Keegan and Karen" |
| 2023      | Goosebumps                          | Isaiah        | Reparto principal                     |